# Peire de Barjac
Peire de Barjac (primera meitat del s. XIII) fou un trobador occità. Se'n conserva només una cançó.

## Vida i obra
D'aquest trobador es conserven només una cançó, i encara d'atribució discutida, i una vida. Es pot suposar que fos originari de Barjac. La cançó, que els cançoners etiqueten de comiat és efectivament una cançó de comiat de la dama. La vida diu que Peire de Barjac era un cavaller, amic de Guilhem de Balaun, i que Peire s'havia enamorat d'una dama del castell de Jaujac i que, després d'una baralla de Peire amb la dama, Guilhem l'ajudà a posar pau. La llarga vida de Guilhem també esmenta aquesta anècdota com a detonant de les complicades peripècies amoroses de Guilhem amb la seva dama i en aquesta vida es diu que la dama de Peire, que no és anomenada pel nom en la vida de Peire, es deia Vierneta.
La cançó és recollida en diversos cançoners, encara que n'hi ha una sèrie que l'atribueixen a altres trobadors.

### Cançó
- (326,1)[1] Tot francamen, dompna, veing denan vos

### Repertoris
- Guido Favati (editor), Le biografie trovadoriche, testi provenzali dei secc. XIII e XIV, Bologna, Palmaverde, 1961, pàg. 258
- Martí de Riquer, Vidas y retratos de trovadores. Textos y miniaturas del siglo XIII, Barcelona, Círculo de Lectores, 1995 p. 220-221 [Reproducció de la vida, amb traducció a l'espanyol, i miniatura del cançoner I]
- Jean Boutière / Alexander H. Schutz (editors), Biographies des troubadours : textes provençaux des XIIIe et XIVe siècle, París, Nizet, 1950, 1964, p. 221-222
- Alfred Pillet / Henry Carstens, Bibliographie der Troubadours von Dr. Alfred Pillet […] ergänzt, weitergeführt und herausgegeben von Dr. Henry Carstens. Halle : Niemeyer, 1933 [Peire de Barjac és el número PC 326]